# Душков Валерій Олексійович
Валерій Олексійович Душков (нар. 10 квітня 1953, Косташ, Молотовська область, СРСР) — радянський футболіст, згодом — радянський та український футбольний тренер.

## Кар'єра гравця
Народився в місті Косташ, Молотовська область. У 1970-их роках виступав у клубах «Таврія» (Сімферополь) та «Салют» (Бєлгород). З 1980 по 1984 роки був граючим головним тренером охтирского «Нафтовика».

## Кар'єра тренера
З 1984 році повністю зосередився на тренерській діяльності в «Нафтовику». З 1992 по 1997 роки тричі з перервами очолював краснопільський «Явір». Також тренував клуби «Нива» (Тернопіль), «Темп-Адвіс» (Хмельницький), ФК «Вінниця», «Прикарпаття» (Івано-Франківськ), «Металург» (Запоріжжя), «Аль-Тхадді» (Бенгазі) та «Спартак» (Суми). У січні 2006 року він прийняв пропозицію Михайла Фоменка стати помічником головного тренера в сімферопольській «Таврії».

## Особисте життя
Одружений, виховує двох доньок.